# Ricard Giralt i Casadesús
Ricard Giralt i Casadesús (Barcelona, 15 de desembre de 1884 – 28 d'abril de 1970) fou un arquitecte català, especialista en temes d'urbanisme.
Fill dels botiguers Gaietà Giralt i Dolors Casadesús, de molt jove quedà orfe de pare. Obtingué el títol d'arquitecte a l'Escola de Barcelona el 1911 i el grau de doctor arquitecte el 1913. Entre les seves primeres obres hi ha la casa Fàbregas (1913-14) d'Amposta, a les Terres de l'Ebre.
El 1915 guanyà la plaça d'arquitecte municipal de l'Ajuntament de Figueres i el 1922 el mateix càrrec a Girona.
Fou membre de l'Associació d'Arquitectes de Catalunya i de l'Associació Protectora de l'Ensenyança Catalana. Fou degà del COAC i professor de l'Escola de Funcionaris de l'Administració Local de la Generalitat. Participà activament en els Congressos d'Arquitectes de Llengua Catalana (1932-33) i en el Primer Congrés Municipalista Català. Feu uns estudis sobre la problemàtica de l'habitatge econòmic (1932-49). Projectà escoles d'estètica modernista a Figueres (1920) i a Girona (1927), tot i que no es van construir. Projectà també escoles a Sant Hilari Sacalm i els Laboratoris Cusí, al Masnou. Els anys trenta adoptà el racionalisme a l'escola Prat de la Riba de Girona.
Després de la Guerra Civil Espanyola fou depurat dels seus càrrecs d'arquitecte municipal de Figueres i Girona. Des d'aquell moment, va seguir exercint com a arquitecte independent, preparant nombroses publicacions i col·laborant amb entitats.
Va contraure matrimoni amb Dolors Ortet i Guitart.